# S-Bahn Berlin
S-Bahn Berlin je metro sustav kojim upravlja tvrtka Berlin S-Bahn GmbH, ogranak Deutsche Bahna. Berlinski S-Bahn se sastoji od 16 linija i integriran je s većim dijelom sustava Berlinske podzemne železnice U-Bahn. U-Bahn je sustav pod kontrolom Berlinskog prometnog poduzeća (BVG).
S-Bahn se sastoji od linija koje čine glavni prsten, prometujući gradskim središtem i prigradskih linija povezanih s glavnim prstenom. Tri linije koje čine prsten su: die Stadtbahn (centralna linija), die Nord-Süd Bahn (prvenstveno podzemna Sjever-jug linija) i prstenasta uzdignuta linija die Ringbahn. Geografski gledano, prstenasta uzdignuta linija ima oblik pseće glave, te se zbog toga kolokvijalno među Berlincima zove Hundekopf (Pseća glava).

## Trenutne linije
- S1 Oranienburg  - Nord-Süd-Bahn - Wannsee
- S2 Bernau - Nord-Süd-Bahn - Blankenfelde
- S25 Hennigsdorf - Nord-Süd-Bahn - Teltow Stadt
- S3 Spandau - Erkner
- S41 Gesundbrunnen - Ringbahn - Gesundbrunnen (clockwise)
- S42 Gesundbrunnen - Ringbahn - Gesundbrunnen (counter-clockwise)
- S45 Berlinska međunarodna zračna luka  - Ringbahn - Südkreuz
- S46 Königs Wusterhausen - Ringbahn - Westend
- S47 Spindlersfeld - Ringbahn - Hermannstraße
- S5 Strausberg Nord - Stadtbahn - Westkreuz
- S7 Ahrensfelde - Stadtbahn - Potsdam Hbf.
- S75 Wartenberg - Stadtbahn - Spandau
- S8 Birkenwerder - Ringbahn -  Zeuthen
- S85 Waidmannslust - Ringbahn - Grünau
- S9 Blankenburg - Stadtbahn - Berlinska međunarodna zračna luka

Linija S25 je dio linije S2, dok su linije S41, S42, S45, S46 i S47 dio prstenaste linije koje zajednički dijele veći dio rute.

## Povijest
S-ban datira iz 1924. godine. Formiran je kao transportni prigradski uzdignuti sustav. Na određenim dijelovima, vlakovi su prolazili kroz tunele.
Njemačke željeznice (Deutsche Reichsbahn) su prvi vlasnici S-Bahna u Berlinu. Eliktrifikacija međugradskih linija je završena oko 1929. godine. Potom je počela izgradnja tunela koji bi spojio dvije linije sa sjevera i juga. Ovaj tunel, koji bi se zvao Vlak Sjever-jug, je bio jedan od glavnih projekata Nacista. Otvoren je u dva sektora. Prvi, od sjevera ulice Unter den Linden, je otvoren u vrijeme kada je Berlin bio domaćin Olimpijskih igara 1936. Drugi sektor preko Potsdamer Platza je otvoren poslije Drugog svjetskog rata, a njegova igradnja je počela u listopadu 1939. godine.
Mnogi dijelovi S-Bahna su bili zatvoreni tijekom rata. Vlak Sjever-jug je srušen 2. svibnja 1945. od strane SS trupa tijekom završne bitke za Berlin. Tunel je obnovljen 1947. godine.
Poslije rata, Berlinu je dan specijalni status kao „grad četiri sektora“, opkoljen ruskom okupacijskom zonom, koja će kasnije postati DR Njemačka. Saveznici su odlučili da S-Bahn u zapadnom sektoru nastavi s radom pod upravom Deutsche Reichsbahna, koji je tada upravljao i željezničkim sistemom u Istočnoj Njemačkoj. (Željeznicom u Zapadnoj Njemačkoj je upravljao Deutsche Bahn).
Zbog poslijeratnih netrpeljivosti Zapada i Istoka i početka Hladnog rata, Berlin je postao žrtva sukoba. S-Bahn je usprkos sukobima nastavio da prometuje kroz sve okupacijske zone. Izgrađeni su granični prijelazi. Od 1958., neke linije prometuju tako što ne staju ni na jednoj stanici u Zapadnom Berlinu, vraćajući se na istok da ne bi podlegli graničnoj kontroli. Od tada, svim radnicima istočnonjemačke vlade je bilo zabranjeno da koriste S-Bahn kroz Zapadni Berlin.
13. kolovoza 1961. Zapadni Berlin je fizički odvojen od Istočnog Berlinskim zidom kada je podijeljen i berlinski javni promet u dva sustava. Stanica Friedrichstrasse je podijeljena i postala je početna stanica.
9. siječnja 1984., Berlinsko prometno preduzeće je preuzelo kontrolu nad S-Bahnom u Zapadnom Berlinu. Sustav je izmijenjen tako što jedna linija prometuje na Gradskoj liniji, a dvije na vlaku Sjever-jug. Poslije rušenja Berlinskog zida, počelo se se velikom obnovom berlinskog S-Bahna. Oba sustava su se ujedinila, i ponovo su potpala pod isto poduzeće. Prstenasta linija je konačno obnovljena 2002. godine.

## Vanjske poveznice
- S-Bahn Berlin GmbH